# Kelheim
Kelheim je město v německé spolkové zemi Bavorsko, hlavní město stejnojmenného okresu ve vládním obvodu Dolní Bavorsko. Má asi patnáct a půl tisíce obyvatel (2009). Leží na soutoku Altmühlu a Dunaje, přičemž Atlmühl zde tvoří část plavební cesty Rýn–Mohan–Dunaj.
Protože by přímé vedení podunajské železnice přes Kelheim vyžadovalo stavbu tunelů, byla železnice vedena východně od města a Kelheim na ni byl připojen 5,5 kilometru dlouhou vedlejší slepou tratí, která se na hlavní trať připojuje na Saalském nádraží. Od roku 1986 na této trati nefunguje osobní přeprava, Kelheim spolu s Tirschenreuthem jsou tak jedinými bavorskými okresními městy bez železničního spojení.
Městem prochází Dunajská cyklostezka.

## Historie
Nejstarší nálezy z Kelheimu pocházejí z doby bronzové. Již v době železné zde bylo veliké oppidum laténské kultury, identifikované většinou jako keltské město Alcimoennis (známé také jako Alkimoennis). Vnitřní opevnění města bránilo oblast o rozloze asi 60 ha a vnější opevnění asi až 630 ha, ve většině svojí délky měla obě opevnění šířku asi 11 m, ale výšku asi jen 2 m.

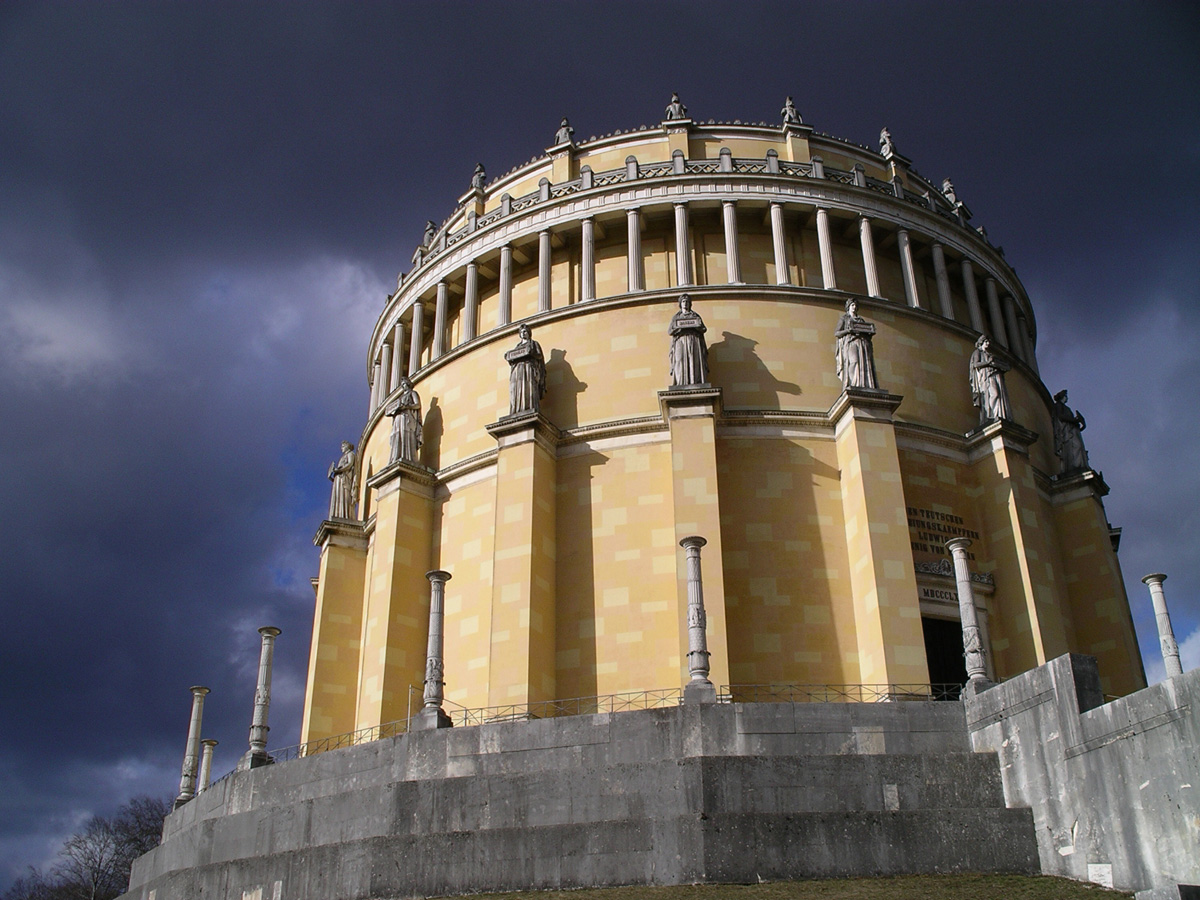
Hala osvobození z blízka

Mezi lety 1842 až 1863 byla na příkaz Ludvíka I. Bavorského ve městě zbudována, jako připomínka porážky Napoleona, Hala osvobození (Befreiungshalle), slavnostně byla otevřena na 50. výročí bitvy u Lipska.

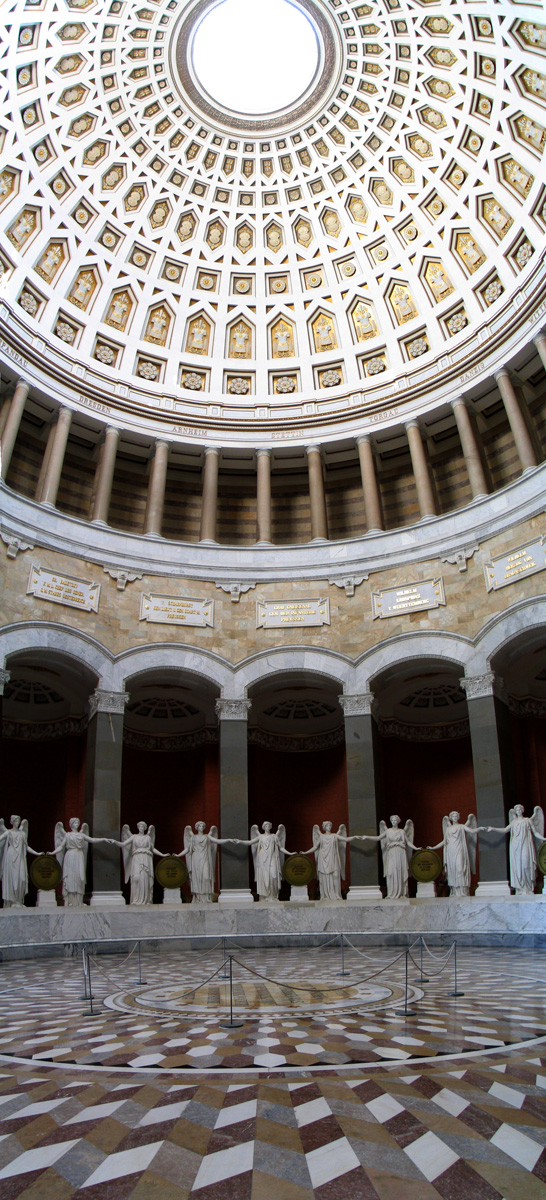
Interiér Haly osvobození

## Partnerská města
- Ambarès-et-Lagrave, Francie, 1989
- Kuźnia Raciborska, Polsko, 1994
- Soave, Itálie, 2006
- Sulzfeld am Main, Německo, 1989